# Mark Strong
Mark Strong, född Marco Giuseppe Salussolia den 5 augusti 1963 i London, är en brittisk skådespelare.

## Filmografi
| År   | Titel                                                    | Roll                        | Notes                                                                          |
| ---- | -------------------------------------------------------- | --------------------------- | ------------------------------------------------------------------------------ |
| 1993 | The Buddha of Suburbia                                   | Second TV Producer          | TV-serie                                                                       |
| 1993 | Prime Suspect 3                                          | Insp. Larry Hall            | TV-film                                                                        |
| 1993 | Century                                                  | Polistjänsteman             |                                                                                |
| 1994 | Captives                                                 | Kenny                       |                                                                                |
| 1996 | Our Friends in the North                                 | Terry 'Tosker' Cox          | TV Serie                                                                       |
| 1996 | Sharpe's Mission                                         | Brand                       | TV-film                                                                        |
| 1996 | Emma                                                     | Mr. Knightley               | TV-film                                                                        |
| 1997 | Fever Pitch - En i laget                                 | Steve                       |                                                                                |
| 1997 | Gold                                                     | Ed Smithson                 |                                                                                |
| 1998 | Spoonface Steinberg                                      | Father                      | TV-film                                                                        |
| 1998 | The Man with Rain in His Shoes or Twice Upon a Yesterday | Dave Summers                |                                                                                |
| 1999 | Trust                                                    | Michael Mitcham             | TV-film                                                                        |
| 1999 | Births, Marriages and Deaths                             | Terry                       | TV-film                                                                        |
| 1999 | In the Name of Love                                      | Chris Monroe                | TV-film                                                                        |
| 1999 | Elephant Juice                                           | Frank                       |                                                                                |
| 1999 | Sunshine                                                 | Istvan Sors                 |                                                                                |
| 2000 | Bomber                                                   | Col. Chris Forsyth          | TV-film                                                                        |
| 2000 | Anna Karenina                                            | Oblonsky                    | Miniserie                                                                      |
| 2001 | To End All Wars                                          | Dusty Miller                |                                                                                |
| 2001 | Hotel                                                    | Ferdinand                   |                                                                                |
| 2001 | The Martins                                              | Doug                        |                                                                                |
| 2001 | Superstition                                             | Antonio Gabrieli            |                                                                                |
| 2002 | Fields of Gold                                           | Dr. Tolkin                  | TV-film                                                                        |
| 2002 | Heartlands                                               | Ian                         |                                                                                |
| 2002 | Falling Apart                                            | Pete                        | TV-film                                                                        |
| 2003 | Some Place Safe                                          | Dad                         | Kort film                                                                      |
| 2003 | It's All About Love                                      | Arthur                      |                                                                                |
| 2003 | Henry VIII                                               | Hertigen av Norfolk         | TV-serie                                                                       |
| 2003 | Prime Suspect 6: The Last Witness                        | Det. Chief Supt. Larry Hall | TV-film                                                                        |
| 2004 | The Long Firm                                            | Harry Starks                | TV-film Nominated – British Academy Television Award for Best Actor            |
| 2005 | Revolver                                                 | Sorter                      |                                                                                |
| 2005 | Oliver Twist                                             | Toby Crackit                |                                                                                |
| 2005 | Walk Away and I Stumble                                  | Andy Spader                 | TV-film                                                                        |
| 2005 | Syriana                                                  | Mussawi                     |                                                                                |
| 2006 | Tristan + Isolde                                         | Wictred                     |                                                                                |
| 2006 | Low Winter Sun                                           | Det. Sgt. Frank Agnew       | TV-film                                                                        |
| 2006 | Scenes of a Sexual Nature                                | Louis                       |                                                                                |
| 2007 | Sunshine                                                 | Pinbacker                   |                                                                                |
| 2007 | Stardust                                                 | Septimus                    |                                                                                |
| 2008 | Miss Pettigrew Lives for a Day                           | Nick                        |                                                                                |
| 2008 | Flashbacks of a Fool                                     | Mannie Miesel               |                                                                                |
| 2008 | Babylon A.D.                                             | Finn                        |                                                                                |
| 2008 | RocknRolla                                               | Archy                       |                                                                                |
| 2008 | Body of Lies                                             | Hani Salaam                 | Nominerad – London Critics Circle Film Award for Best British Supporting Actor |
| 2008 | Good                                                     | Philipp Bouhler             |                                                                                |
| 2009 | Endgame                                                  | Dr. Niel Barnard            |                                                                                |
| 2009 | The Young Victoria                                       | Sir John Conroy             |                                                                                |
| 2009 | Sherlock Holmes                                          | Lord Henry Blackwood        | Nominerad – MTV Movie Award for Best Fight Shared with Robert Downey, Jr.      |
| 2010 | Kick-Ass                                                 | Frank D'Amico               | Nominerad – MTV Movie Award for Best Fight Shared with Chloë Grace Moretz      |
| 2010 | Robin Hood                                               | Sir Godfrey                 |                                                                                |
| 2010 | The Way Back                                             | Khabarov                    |                                                                                |
| 2011 | The Story Of Earth                                       | Berättare                   |                                                                                |
| 2011 | The Guard                                                | Clive Cornell               |                                                                                |
| 2011 | The Eagle                                                | Guern                       |                                                                                |
| 2011 | Green Lantern                                            | Thaal Sinestro              |                                                                                |
| 2011 | The Secret World of Arrietty                             | Pod                         |                                                                                |
| 2011 | Tinker Tailor Soldier Spy                                | Jim Prideaux                |                                                                                |
| 2011 | Warhammer 40,000: Space Marine                           | Captain Titus               |                                                                                |
| 2011 | Black Gold                                               | Sultan Amar                 |                                                                                |
| 2012 | John Carter                                              | Matai Shang                 |                                                                                |
| 2012 | Zero Dark Thirty                                         | George                      |                                                                                |
| 2013 | Welcome to the Punch                                     | Jacob Sternwood             |                                                                                |
| 2014 | Before I Go to Sleep                                     | Dr. Nash                    |                                                                                |
| 2014 | The Imitation Game                                       | Stewart Menzies             |                                                                                |
| 2014 | Kingsman: The Secret Service                             | Merlin                      |                                                                                |
| 2016 | Grimsby                                                  | Sebastian Graves            |                                                                                |
| 2016 | Belägringen av Jadotville                                | Conor Cruise O'Brien        |                                                                                |
| 2016 | Approaching the Unknown                                  | William D. Stanaforth       |                                                                                |
| 2016 | Miss Sloane                                              | Rodolfo Schmidt             |                                                                                |
| 2017 | 6 Days                                                   | Max                         |                                                                                |
| 2017 | Kingsman: The Golden Circle                              | Merlin                      |                                                                                |
| 2018 | The Catcher Was a Spy                                    | Werner Heisenberg           |                                                                                |
| 2018 | Stockholm                                                | Gunnar Sorensson            |                                                                                |
| 2019 | Shazam!                                                  | Doktor Sivana               |                                                                                |
| 2019 | 1917                                                     | Kapten Smith                |                                                                                |
| 2021 | Cruella                                                  | John                        |                                                                                |
| 2023 | Murder Mystery 2                                         |                             |                                                                                |